# Бесерра-Шмидт, Густаво
Густа́во Бесе́рра-Шмидт (исп. Gustavo Becerra-Schmidt, 26 августа 1925, Темуко, Чили — 3 января 2010, Ольденбург, Германия) — чилийский композитор и музыкальный педагог.

## Биография
В 1949 году окончил Национальную консерваторию в Сантьяго. Ученик П. У. Альенде и Доминго Санта-Крус Вильсона (композиция), Армандо Карвахаля (дирижирование), занимался также скрипкой у Эрнесто Ледермана и фортепиано у Альберто Спикина, изучал музыковедение в университете.
Преподавал в Национальной консерватории Чили с 1947 года вплоть до её включения в состав Чилийского университета в 1968 году.
С 1970 г. Бесерра-Шмидт занимал должность атташе по культуре посольства Чили в ФРГ. После военного переворота 1973 года в Чили он получил в Германии политическое убежище и с 1974 г. преподавал в Ольденбургском университете.

## Творчество
В 1950—1960-х гг. в его творчестве преобладали национальные традиции, в то же время проявились и неоклассицистские тенденции, заметно также влияние А. Веберна.
Позже композитор отдал дань увлечению электронной и конкретной музыкой (один из основателей студии электронной музыки в Католическом университете Чили).
Среди сочинений — три симфонии (1955-60), концерты с оркестром, в том числе для фортепьяно (1958), для скрипки (1950), для флейты (1957), два для гитары (1964, 1968), «Игры» для фортепьяно и магнитофонной ленты («Juegos», 1968); многочисленные камерно-инструментальные произведения, музыка к спектаклям драматического театра и кинофильмам.
Его творчество включает сотни произведений, от восходящих к традиционным музыкальным направлениям до самых авангардистских.